# Mason Ewing
Mason Cyrille Elong Ewing (nacido en 1982 en Douala, Camerún) es un discapacitado visual productor, director, guionista y diseñador de moda, franco-camerunés y americano, residente en Francia y en Estados Unidos, en Los Ángeles, donde se encuentra la sede de su empresa Mason Ewing Corporation.

## Biografía
Mason Ewing nació en Douala, la capital económica de Camerún, el 9 abril 1982. Su padre, Frederik Ewing, era un hombre de negocios americano que murió en noviembre 2010. Su madre Marie Franceca Elong era una camerunesa que falleció en marzo 1986. Era modelo, modelista y costurera. Mason vivió con ella hasta sus cuatro años, y ella lo inició en la moda. Mientras ella confeccionaba la ropa para sus hijos, Mason jugaba con los tejidos. Cuando su madre murió en 1986 fue recogido por su bisabuela, Elise.
En 1989 Ewing se instaló cerca de Paris, con sus tíos que le maltrataban. En 1993, desamparado, hizo muchas fugas y pidió ayuda a la policía y a los jueces para poder quitar a sus tíos. En abril de 1996 cayó en coma durante tres semanas y perdió la vista. En 2001 se encontró en la calle, sin domicilio. A pesar de su minusvalía, decidió ser estilista, como homenaje a su madre. Creo su línea de ropa que era innovadora. Con la efigie del Baby Madison, que contiene braille, para que los ciegos puedan saber el color de la ropa y la actividad del Baby Madison (deporte, juego etc...). Muchas personas le han apoyado como Laurent Petitguillaume, quien presentó su desfile y Emmanuel Petit, Olivier Lapidus (ex director de Lanvin) y su madrina Dominique Torres.
En noviembre de 2008, organiza su tercer desfile de moda en la peniche La Planete sur Seine, con Rachel Legrain-Trapani (mis Francia 2007) que lleva su vestido de novia.
Además de la moda Mason trabaja sobre proyectos cinematográficos en Francia. Ha creado una serie infantil, Las aventuras de Madison, y la serie Mickey Boom.
En 2011 se instala en USA para volverse productor de cinema. Crea un holding, Mason Ewing Corporation, domiciliado en Los Ángeles y lanza diferentes proyectos cinematográficos. También ha escrito una serie de televisión, Eryna Bella y producido un cortometraje, Descry. Tras vivir unos años en Los Ángeles, vuelve a Francia para realizar su serie de televisión Mickey Boom, apoyada por las cadenas francesas y internacionales.
En abril de 2015 su filial francesa Les Entreprises Ewing se implanta en Clichy, junto a París.

## Películas

### Largometraje
- 2019 : Coup de Foudre à Yaoundé

### Cortometrajes
- 2011 : Descry
- 2017 : Névroses
- 2017 : Comme Les Autres
- 2017 : Le Plus Beau Cadeau de ma Mère